# Paul De Meulder
Paul De Meulder (20 mei 1952 – 25 april 2016) was een Belgisch Vlaams radiopresentator.

## Biografie
De Meulder begon zijn carrière bij Radio 2, waar hij de programma's als Radio Rijswijck en Goed op Vrijdag presenteerde. De Meulder werd daarna netmanager van Radio 2 Antwerpen. In 1998 werd hij woordvoerder van de VRT-radio. In 2012 ging hij met pensioen.
De Meulder leed aan de ziekte van Parkinson. Hij overleed in 2016 op 63-jarige leeftijd.